# Serapias politisii
Serapias politisii Renz, 1928 è una pianta appartenente alla famiglia delle Orchidacee, diffusa nel bacino del Mediterraneo nord-orientale.

## Descrizione
È una pianta erbacea geofita bulbosa con fusto alto 10–35 cm. 

Per molti versi somigliante a S. parviflora, se ne distingue per l'epichilo più stretto e lanceolato (8-12 x 3–5 mm); l'ipochilo è interamente racchiuso nel casco tepalico. L'infiorescenza raggruppa da 2 a 7 piccoli fiori (tra i più piccoli del genere Serapias) con sepali e petali di colore grigio-argenteo, percorsi da venature rossastre e labello bruno-rossastro, con due distinte callosità basali porporine; i pollinii sono verdastri, non friabili.
Fiorisce da aprile a maggio.

## Biologia
S. politisii è in grado di riprodursi per moltiplicazione vegetativa, con formazione di nuovi individui a partire da una suddivisione dei rizotuberi.

## Distribuzione e habitat
Questa specie ha un areale stenomediterraneo - nordorientale.

Considerata originariamente un endemismo dell'isola di Corfù, la sua presenza è stata successivamente documentata in numerose altre località del versante ionico della Grecia e in Anatolia occidentale. La presenza in Italia è limitata alla Puglia, che rappresenta il limite occidentale dell'areale.
Prospera in macchie e garighe, su suolo asciutto, calcareo o sabbioso, tra 0 e 500 m di altitudine.

## Tassonomia
Questo taxon fu descritto nel 1928 da Jany Renz (1907-1999) a Corfù come probabile ibrido tra Serapias bergonii e Serapias parviflora.
Alcuni autori lo hanno inquadrato come una mera varietà (S. bergonii var. politisii) o come una sottospecie (S. bergonii subsp. politisii) ma recenti studi molecolari contraddicono questa ipotesi.
Uno studio pubblicato nel 2008 ha messo in evidenza differenze nell'aplotipo tra le popolazioni greche e quelle italiane di S. politisii. Tale dato ha fatto avanzare l'ipotesi che le due popolazioni possano essersi originate da due eventi di ibridazione indipendenti.
S. politisii fa parte della sezione Bilamellaria, gruppo Serapias parviflora.
Il numero cromosomico di S. politisii è 2n=36.

### Ibridi
S.politisii può dar luogo ad ibridi con altre specie di Serapias:
- Serapias × lupiensis Medagli, D'Emerico, Ruggiero & Bianco, 1993 (Serapias lingua × Serapias politisii)
- Serapias × watersii  (Serapias politisii × Serapias vomeracea longipetala)[6]